# Francesco Primaticcio
Francesco Primaticcio (uitspraak: fränchās'kō prēmätēt'chō) (Bologna, 30 april 1504 - Parijs, 1570) was een kunstschilder uit de Italiaanse renaissance die werkte in de maniëristische stijl. Door de Fransen wordt hij ook wel Le Primatice genoemd. Naast schilder was hij ook beeldhouwer en architect.
Hij werd bekend als medewerker van de fresco's van het Palazzo del Tè in Mantua. Daar stond hij onder leiding van Giulio Romano. Zijn eigen werk werd vooral beïnvloed door Antonio da Correggio en Michelangelo. In 1532 werd hij uitgenodigd door de Franse koning Frans I om mee te werken aan de decoratie van het koninklijk kasteel in Fontainebleau. Daar werkte hij onder leiding van mede-Italiaan Rosso Fiorentino. Samen met Fiorentino werkte hij aan de fresco's en de gipspleisterornamentatie van het kasteel. Voordat het project af was, overleed hij echter, waarna Primaticcio de leiding van het project overnam.
Samen met Fiorentino stond Primaticcio aan de wieg van de maniëristische stroming in Fontainebleau. Deze stroming wordt algemeen de School van Fontainebleau genoemd. Daarnaast beïnvloedden ze ook de andere artistieke stromingen in zowel Frankrijk en Italië.
Na het project van het kasteel van Fontainebleau bleef hij in koninklijke dienst. Primaticcio werkte onder vier opeenvolgende monarchen. In opdracht schilderde hij de decoratie voor verschillende koninklijke kastelen en andere gebouwen. Daarnaast ontwierp hij de grafmonumenten van zowel Frans I als Hendrik II van Frankrijk.
Van zijn activiteit in Fontainebleau zijn slechts enkele werken bewaard gebleven. Zo is zijn schilderij met de scènes van de Odyssee in de galerij van Ulysses vernietigd. Dit schilderij wordt door kenners gezien als een van zijn belangrijkste werken. Wel bestaan er nog vele tekeningen voor het project; deze zijn in bezit van verschillende steden. In Parijs zijn er tekeningen te vinden in het Louvre en de École des Beaux Arts en verder in Chantilly en Wenen.

De ontvoering van Helena (1530-1539, Bowes Museum, Engeland).
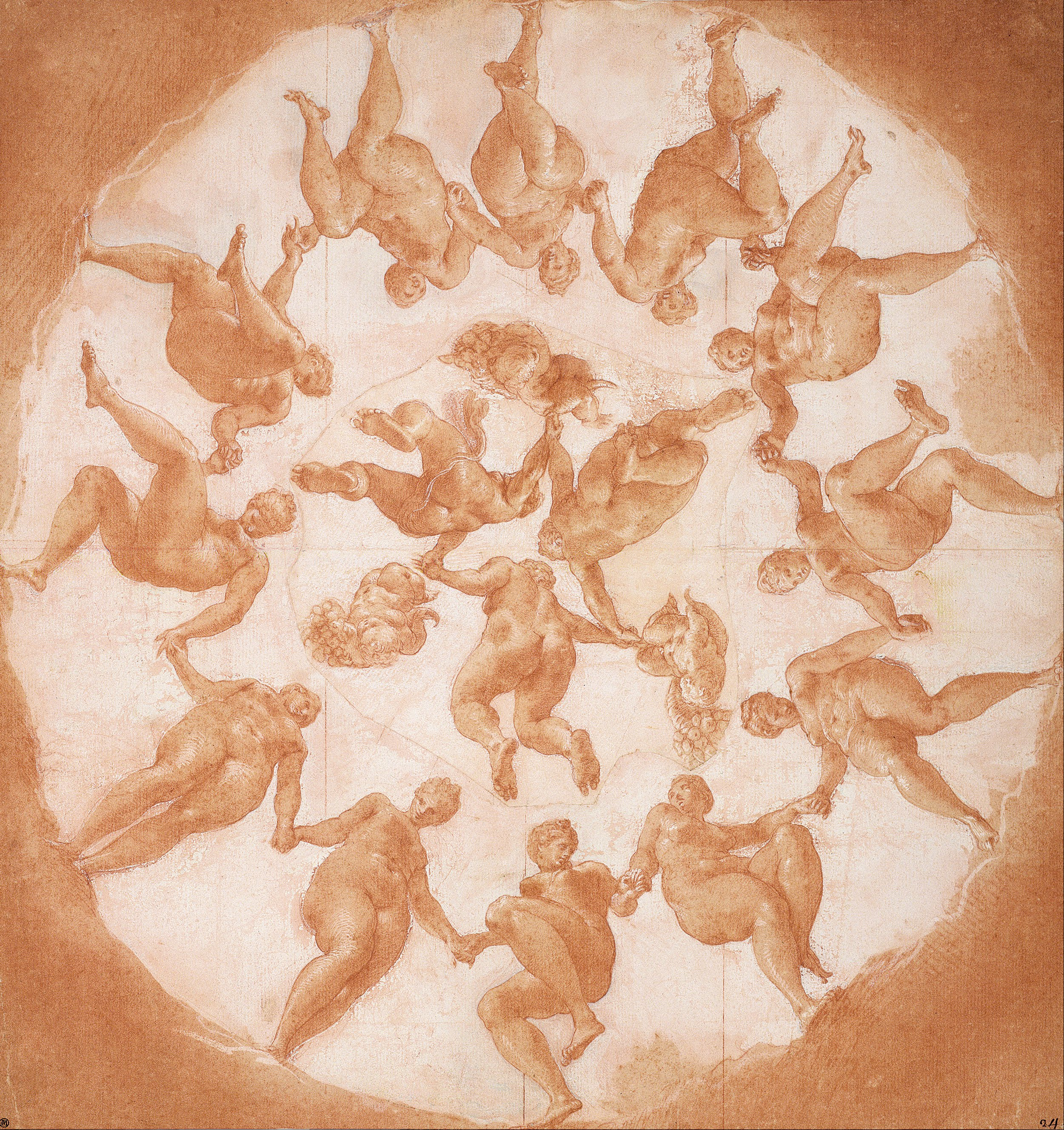
De dans van de uren (1548, Städel, Frankfurt am Main).
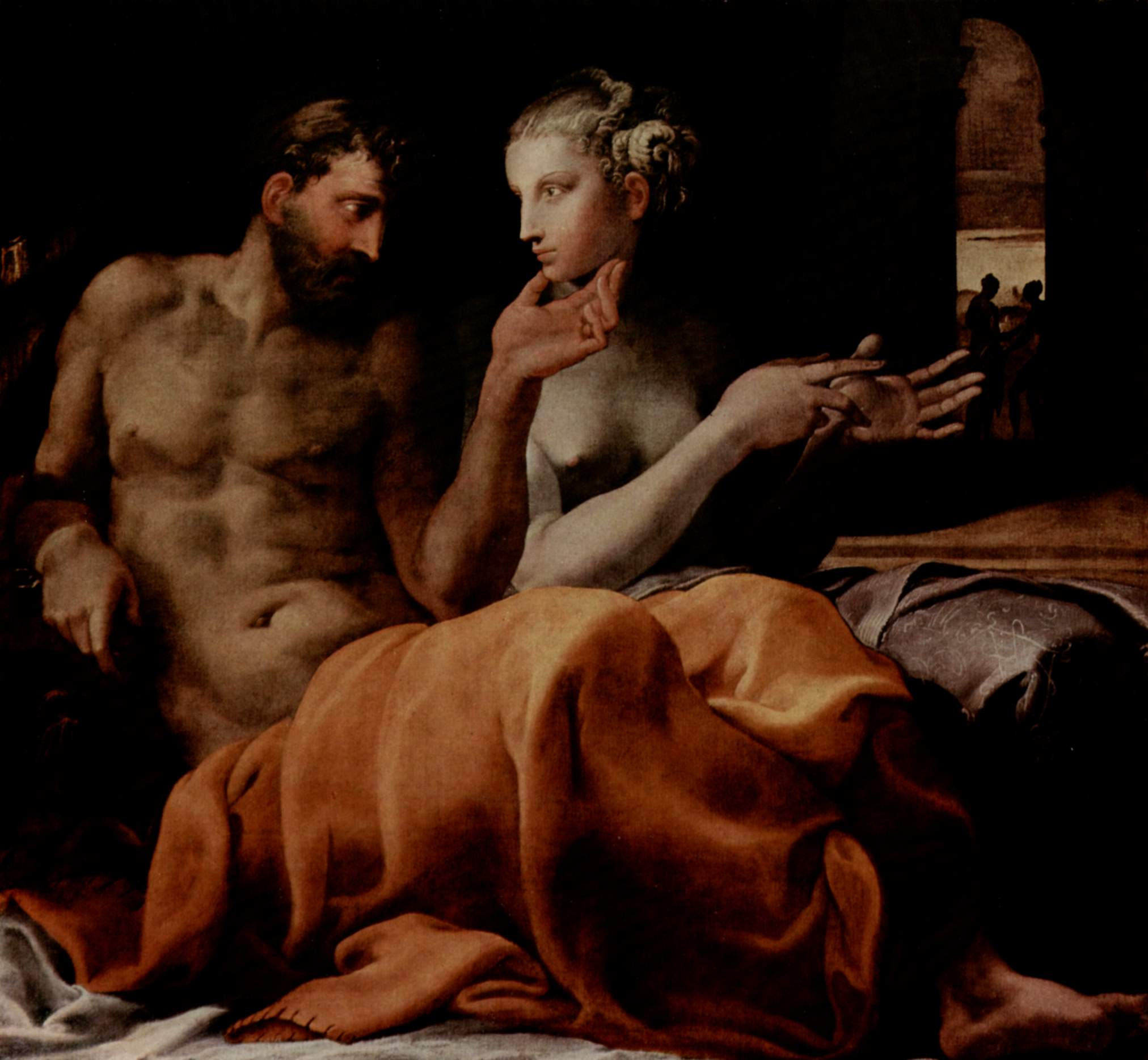
Ulysses en Penelope (ca. 1563, New York).
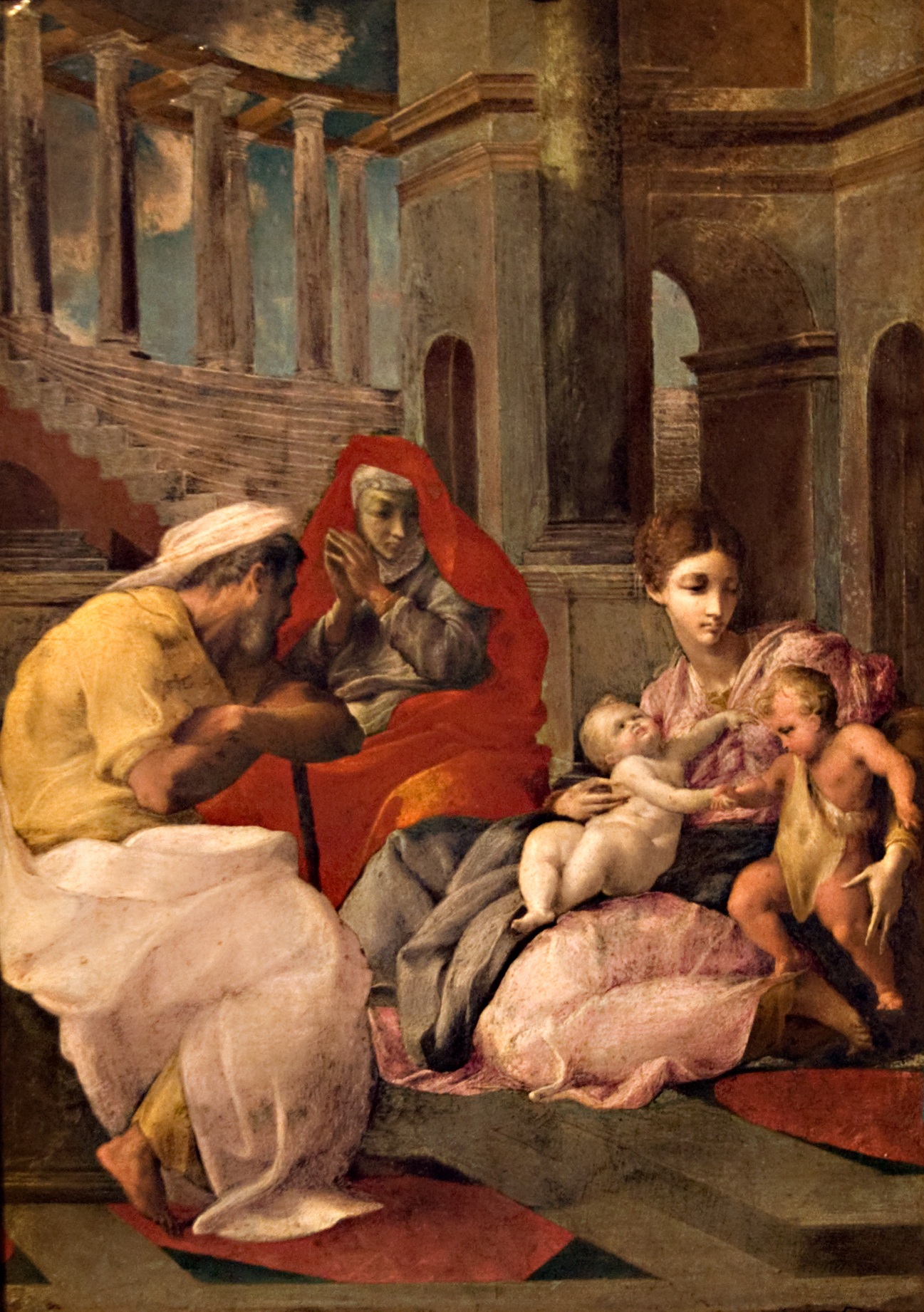
De heilige familie met Sint-Elisabeth en Johannes de Doper (Musée de l'Hermitage).
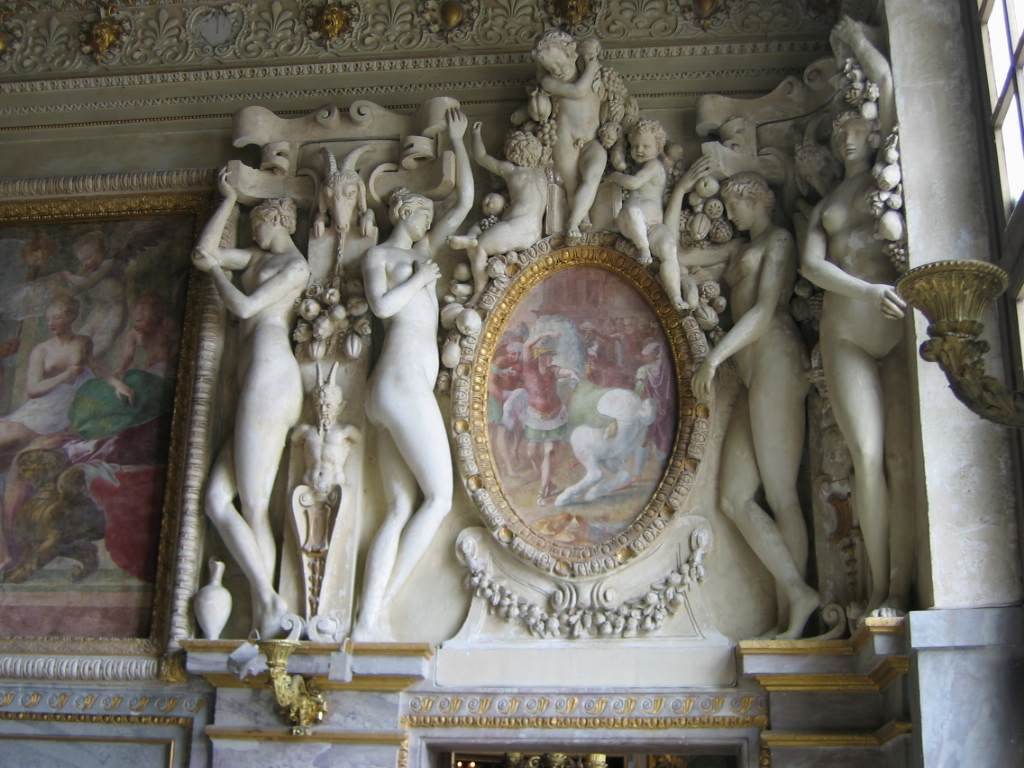
Alexander de Grote temt Bucephalus, Kasteel van Fontainbleau, 1552.
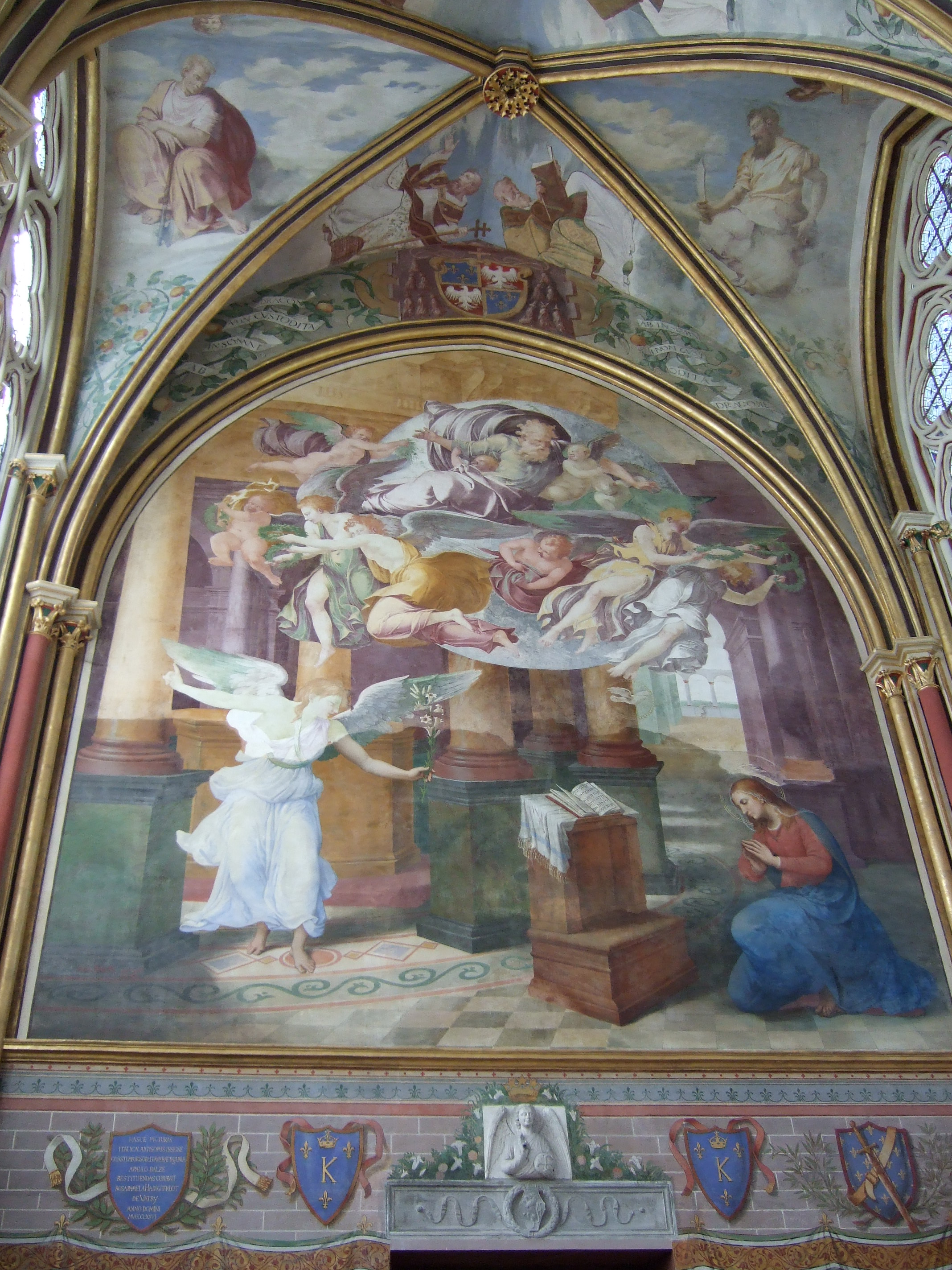
Annunciatie op de tegengevel van de Abdij van Chaalis, ca. 1544.
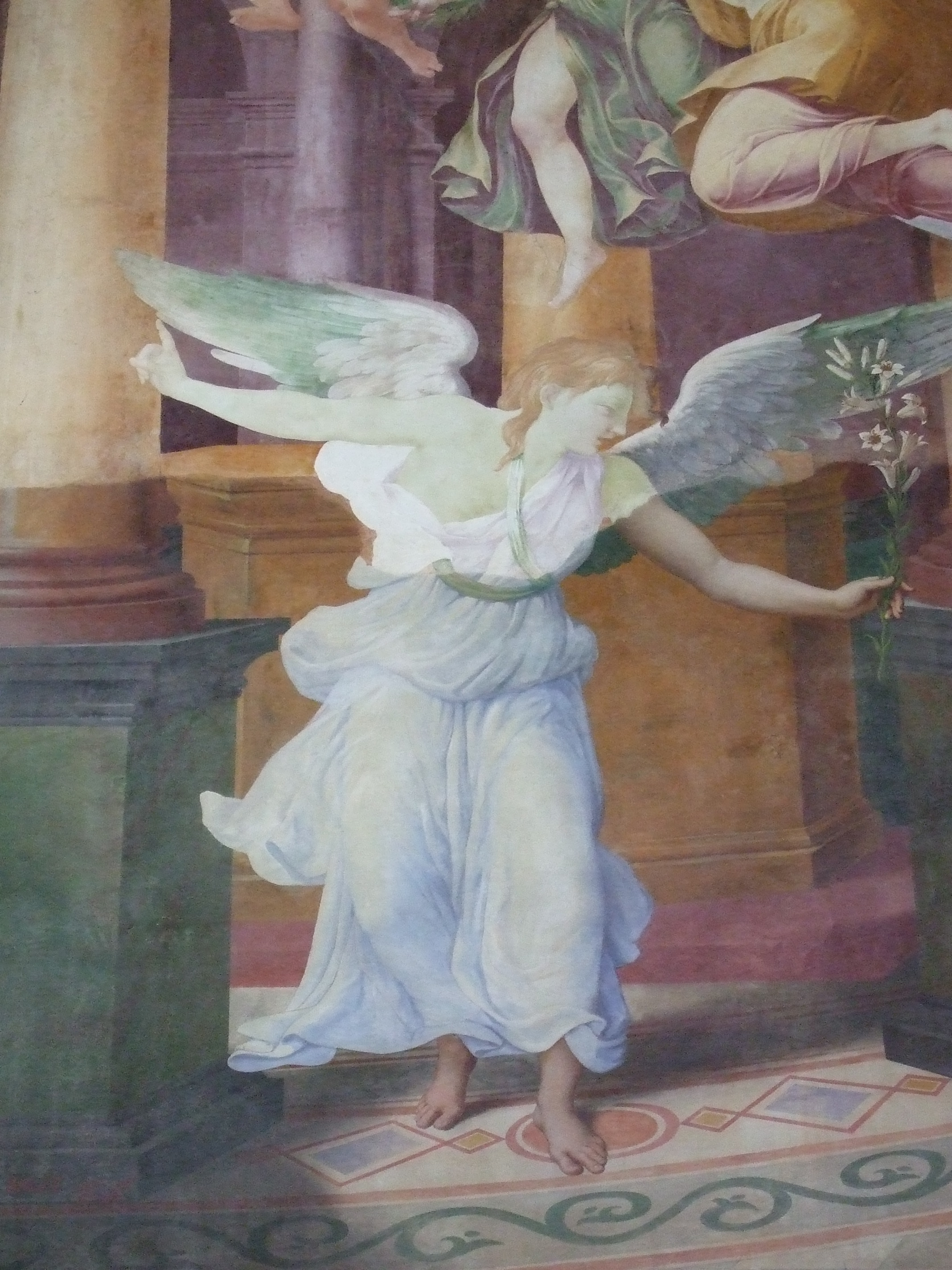
De engel van de annunciatie (Abdij van Chaalis), ca. 1544.
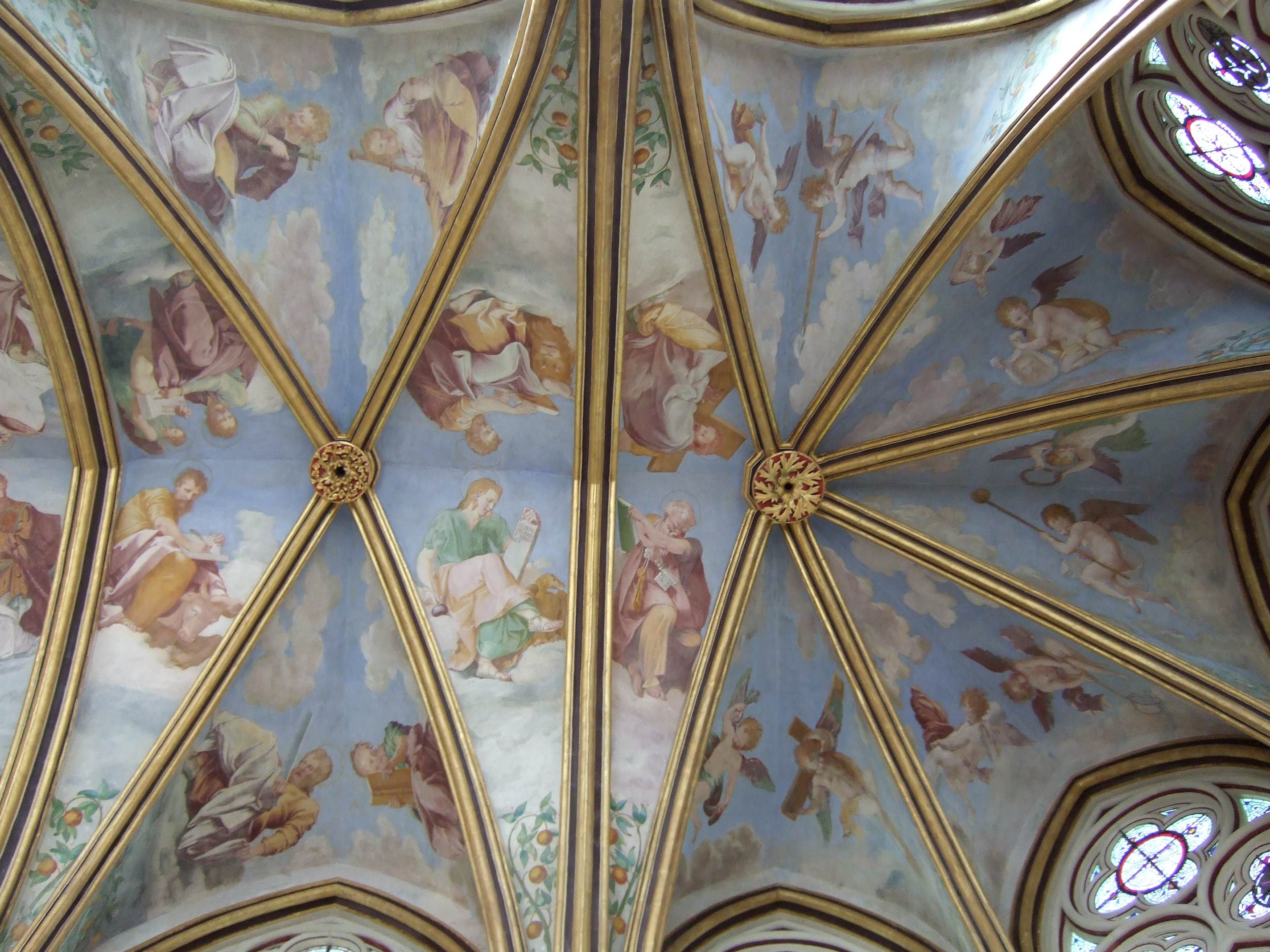
De apostelen op de kapel van het schip van de Abdij van Chaalis, ca. 1544.
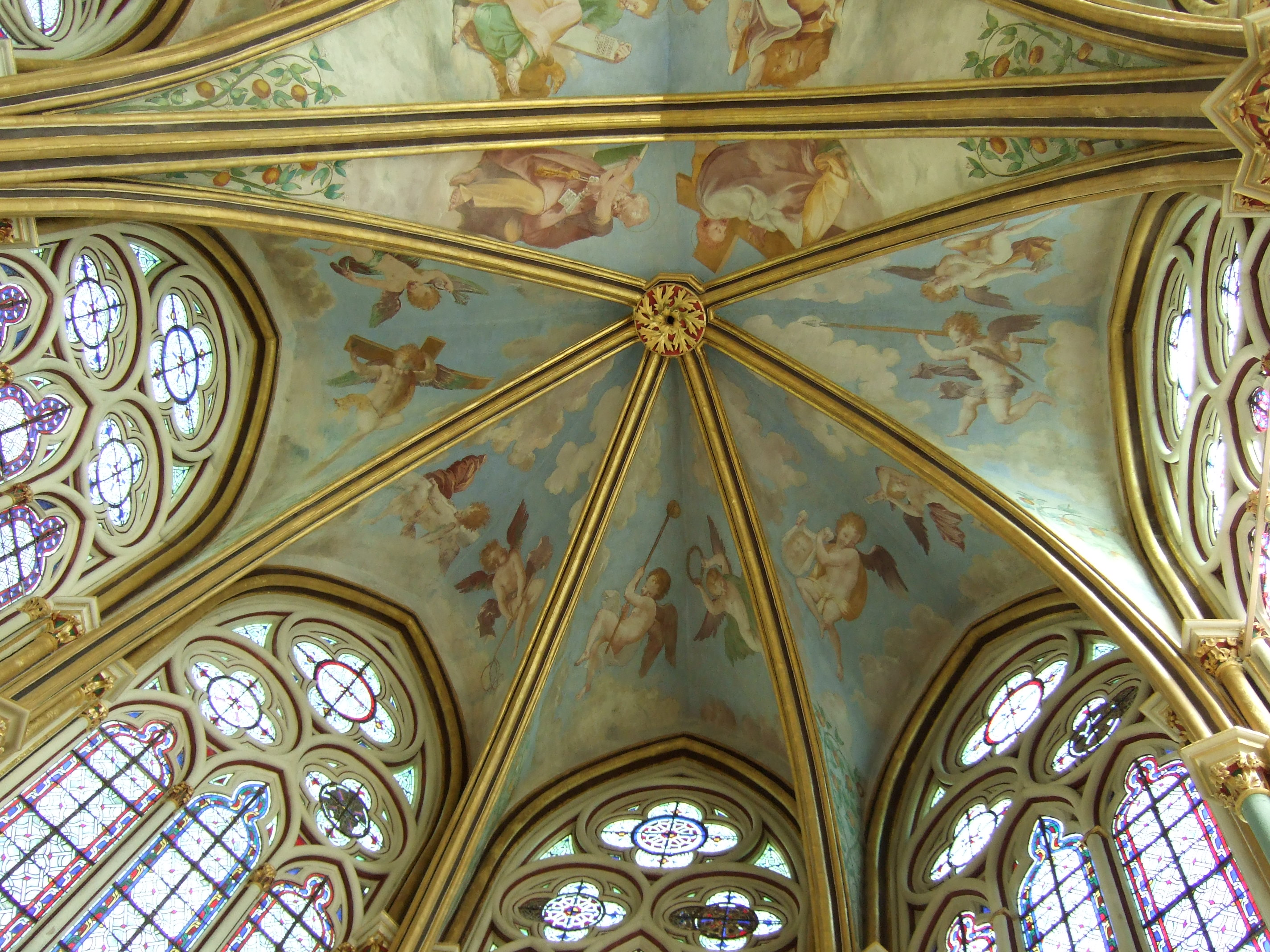
De instrumenten van passie op de gewelven van het koor van de Abdij van Chaalis, ca. 1544.

- Bibsys: 15016031
- Biblioteca Nacional de España: XX826244
- Bibliothèque nationale de France: cb12001489c (data)
- Catàleg d'autoritats de noms i títols de Catalunya: 981058518650306706
- CiNii: DA15916049
- Stuttgart Database of Scientific Illustrators 1450–1950: 7315
- Gemeinsame Normdatei: 119019752
- International Standard Name Identifier: 0000 0001 2122 9881
- KulturNav: 9f94e8ad-f6be-438e-9635-503d6e788e0a
- Library of Congress Control Number: n85383678
- National Gallery of Victoria: 5822
- Nationale Bibliotheek van Tsjechië: xx0060970
- Nationale Bibliotheek van Israël: 987007266763205171
- Nationale Bibliotheek van Polen: a0000003164336
- Nederlandse Thesaurus van Auteursnamen: 070975434
- Réseau des bibliothèques de Suisse occidentale: 02-A005470239
- RKD-Nederlands Instituut voor Kunstgeschiedenis: 64833
- SNAC: w6gp233d
- Système universitaire de documentation: 028116038
- Museum of New Zealand Te Papa Tongarewa: 33591
- Union List of Artist Names: 500000613
- Virtual International Authority File: 19687875
- WorldCat: E39PBJt8dtTBxFbqF6XMcKR9Xd